# Working Classical
 Working Classical (englisch Klassisch arbeiten) ist das dritte klassische Album von Paul McCartney. Gleichzeitig ist es einschließlich der Wings-Alben, der Fireman-Alben, der klassischen Alben, der Livealben und Kompilationsalben das 31. Album von Paul McCartney nach der Trennung der Beatles. Es wurde am 19. Oktober 1999 in Großbritannien und in den USA veröffentlicht.

## Entstehung
Working Classical ist im Gegensatz zu Paul McCartney’s Liverpool Oratorio und Standing Stone keine Auftragsarbeit, weiterhin hat das Album kein einheitliches Thema, sondern besteht aus vierzehn abgeschlossenen Liedern, die seiner verstorbenen Frau Linda McCartney gewidmet sind. Zehn der vierzehn Lieder sind klassische Neuinterpretationen von vorher veröffentlichten Liedern von Paul McCartney, nur die Lieder Haymakers, Midwife, Spiral und Tuesday sind neue Kompositionen.
Einige seiner Lieder wurden für ein Streichquartett neu arrangiert und vom Brodsky Quartet bei einer Gedenkfeier für Linda McCartney in St. Martin-in-the-Fields in London aufgeführt. Ein zweiter Gedenkgottesdienst fand kurz darauf in der Riverside Church in Manhattan, New York City, statt. Diesmal waren die Musiker das Loma Mar Quartet, die McCartney während der New Yorker Premiere von Standing Stone kennengelernt hatte. Zwei Arrangements von Working Classical stammen aus der Zeit vor Lindas Tod. A Leaf und Spiral begannen als Solo-Klavierkompositionen, ersteres war kurz nach der Fertigstellung des Liverpool Oratorio komponiert worden und wurde am 23. März 1995 mit dem Brodsky Quartet im St. James’s Palace in London uraufgeführt. A Leaf wurde erstmals 1995 von der russischen Pianistin Anya Alexejew bei einem Konzert im St. James’s Palace in London öffentlich aufgeführt. Eine anschließende Aufnahme von Alexejew aus dem Benefizkonzert An Evening With Paul McCartney wurde im April 1995 als CD-Single in Großbritannien veröffentlicht. Das Lied wurde dann von Jonathan Tunick für ein komplettes Orchester arrangiert und am 23. Juli 1996 zusammen mit Spiral im AIR Lyndhurst Hall Studio mit dem London Symphony Orchestra aufgenommen. Die beiden Aufnahmen blieben jedoch ungenutzt.
Erste Aufnahmen zum Album fanden am 10. und 11. Oktober 1998 mit dem London Symphony Orchestra in den Abbey Road Studios statt, wo das Lied Tuesdays aufgenommen wurde, es folgten am 9. November 1998 die Lieder A Leaf und Spiral. Vom 21. bis zum 25. Februar 1999 wurden die restlichen Lieder mit dem Loma Mar Quartet, ebenfalls in den Abbey Road Studios, aufgenommen. Während dieser Aufnahmesession wurde noch ein weiteres Lied mit dem Titel Nova am 8. September 1999 fertiggestellt, das in einer Neuaufnahme von den The Joyful Company of Singers auf dem Kompilationsalbum A Garland for Linda am 14. Februar 2000 veröffentlicht wurde.
Tuesday war keine Hommage an Linda McCartney, sondern das musikalische Thema für einen Animationsfilm, der auf David Wiesners gleichnamigem Kinderbuch basiert. Die Verfilmung wurde im Jahr 2000 unter der Regie von Geoff Dunbar veröffentlicht und von McCartney produziert.
Der Titel des Albums Working Classical entstand laut Paul McCartney, als er die Begriffe ‚Working Class‘ und ‚Classical‘ zusammenfügte, da er stolz sei, dass seine Vorfahren aus der Arbeiterklasse entstammen. McCartney sagte dazu: „Ich bin auch sehr stolz auf meine Wurzeln in der Arbeiterklasse. Viele Menschen mögen es, ihrer Vergangenheit den Rücken zu kehren, besonders wenn sie im Leben ein wenig aufsteigen – aber ich bin immer bestrebt, andere Menschen und mich selbst daran zu erinnern, woher ich komme. Ich will meine Wurzeln nicht verlieren. Ich komme aus der Arbeiterklasse, ich komme aus Liverpool und meine Wurzeln liegen im Rock 'n' Roll – aber ich mag das eine oder andere Cello!“
Am 16. Oktober 1999 wurde Working Classical in der Liverpool Philharmonic Hall vom London Symphony Orchestra und dem Loma Mar Quartet aufgeführt. Das Konzert wurde im britischen Fernsehen ausgestrahlt.
Eine Doppel-Vinyl-Langspielplatte wurde in Großbritannien am 6. Dezember 1999 veröffentlicht.

## Covergestaltung
Das Cover wurde von der Firma DEWYNTERS gestaltet. Die Coverfotos stammen von Linda McCartney, David Eustace und Brian Clarke. Der CD liegt ein 16-seitiges bebildertes Begleitheft bei, das Information zum Album und zu den Musikern, enthält. Der Begleittext wurde von Julian Haylock geschrieben.

## Titelliste
1. Junk – 2:49
  - Die Originalversion erschien 1970 auf dem Studioalbum McCartney
2. A Leaf – 11:08
  - Die Originalversion erschien am 21. April 1995 als CD-Single
3. Haymakers – 3:33
4. Midwife – 3:33
5. Spiral – 10:02
6. Warm and Beautiful – 2:31
  - Die Originalversion erschien 1976 auf dem Studioalbum Wings at the Speed of Sound
7. My Love – 3:48
  - Die Originalversion erschien 1973 auf dem Studioalbum Red Rose Speedway
8. Maybe I’m Amazed – 2:04
  - Die Originalversion erschien 1970 auf dem Studioalbum McCartney
9. Calico Skies – 1:52
  - Die Originalversion erschien 1997 auf dem Studioalbum Flaming Pie
10. Golden Earth Girl – 1:57
  - Die Originalversion erschien 1993 auf dem Studioalbum Off the Ground
11. Somedays – 3:05
  - Die Originalversion erschien 1997 auf dem Studioalbum Flaming Pie
12. Tuesday – 12:26
13. She’s My Baby – 1:47
  - Die Originalversion erschien 1976 auf dem Studioalbum Wings at the Speed of Sound
14. The Lovely Linda – 0:54
  - Die Originalversion erschien 1970 auf dem Studioalbum McCartney

## Wiederveröffentlichungen
- Das Album wurde bisher nicht neu remastert.
- Im Mai 2007 wurde das Album im Download-Format veröffentlicht.

## Single-Auskopplungen
Aus dem Album wurde keine Single ausgekoppelt.
In Großbritannien wurde noch die Promotion-CD Working Classical mit folgenden Liedern hergestellt: A Leaf / Warm and Beautiful / Midwife / My Love.

## Chartplatzierungen
Das Album konnte sich nicht in den offiziellen Albumcharts platzieren.